# Morrill (Texas)
Morrill est une ville fantôme située dans le comté de Cherokee, au Texas, aux États-Unis. C'est un secteur non constitué en municipalité proche de Rusk et situé en bordure de la Farm to Market Road 1911 (en).